# 94 (število)
94 (štíriindevétdeset) je naravno število, za katero velja 94 = 93 + 1 = 95 - 1.

## V matematiki
- sestavljeno število.
- polpraštevilo.
- četrto 17-kotniško število.
- šesto Smithovo število {\displaystyle 9+4=2+4+7=13\,\!}.
- veselo število.

## V znanosti
- vrstno število 94 ima plutonij (Pu).

## Drugo

### Leta
- 494 pr. n. št., 394 pr. n. št., 294 pr. n. št., 194 pr. n. št., 94 pr. n. št.
- 94, 194, 294, 394, 494, 594, 694, 794, 894, 994, 1094, 1194, 1294, 1394, 1494, 1594, 1694, 1794, 1894, 1994, 2094, 2194